# جزيرة اكا

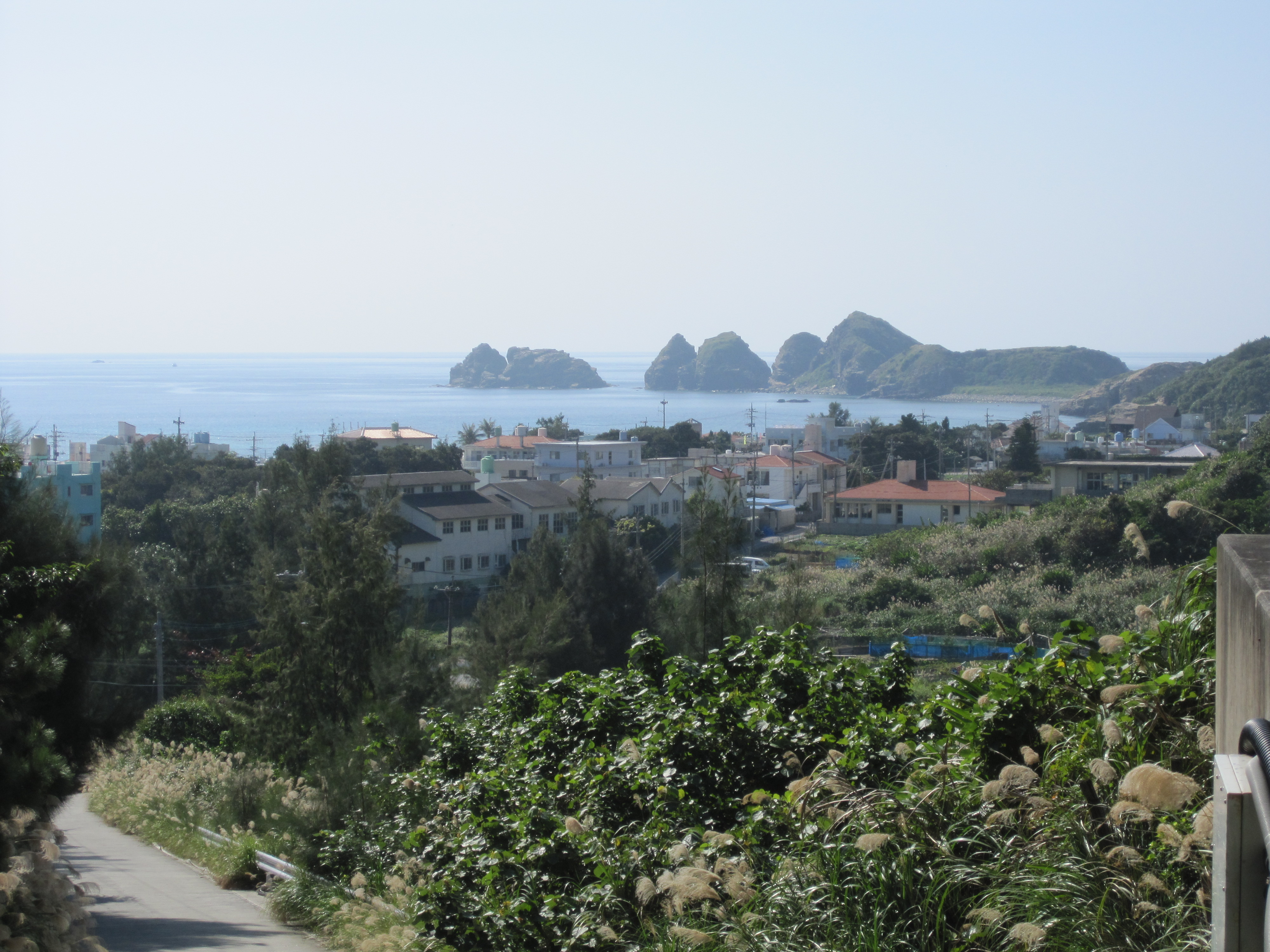
قرية اكاجيما

جزيرة اكا(阿嘉島, Aka-jima) Aka Island هي جزيرة تقع في المحيط الهادي وهي جزء من مجموعة جزر كيراما في محافظة اكيناوا في اليابان.وتعرف الجزيرة باسم اكا أو اكاشيما وتقع على نحو 15 ميلاً إلى الجنوب الغربي من جزيرة اوكيناوا. ومناخها شبه استوائي ويبلغ عدد سكانها حوالي 330 نسمة.

## الشعاب المرجانية والحياة البرية
تأتي المياه المحيطة باكاجيما من تيار كيوروشيو المائي وبوجود الشعاب المرجانية الصحية والحياة البحرية المتنوعة والغنية أصبحت هذه المنطقة كنزاً دفيناً لعلماء البحار والغواصين والسباحين.
وتأسس عام 1988 مختبر اكاجيما لعلوم البحار (ASLM)تحت رعاية وكالة العلوم والتكنولوجيا اليابانية. ويزور المختبر عدد من العلماء كل عام للبحث في النظام البيئي للشعاب المرجانية.
وقد تم تسجيل حوالي 360 نوع من الأسماك و1640 نوع من اللافقاريات بما في ذلك (الشعب المرجانية الحجرية) و220 نوع من الأعشاب البحرية في جزر كيراما مع أن هذا لم يشمل المسح مجموعات كثيرة من الكائنات الحية. وتضع السلاحف الخضراء والسلاحف البحرية وسلاحف منقار الصقر بيضها على الشواطئ في فصل الصيف. ويعتبر جمل البحر من الزوار المنتظمين من يناير إلى أبريل كما يستخدم جزر كيراما كأرض للتكاثر.
وتعرف اكاجيما أيضاً بالحياة البرية الأرضية فيها وخاصة الطيور والفراشات وعناكب الحرير الذهبي غازلة النسيج كما يعتبر غزال كيراما (نوع فرعي من الغزلان اليابانية) وهي غزلان فريدة من نوعها في جزيرة كيراما وهي قادرة على السباحة بين الجزر كما تم تعيينها كنوع محمي وطنياً في اليابان. 

## المناخ
تتصف المحيطات بالظروف القاسية في الصيف وتضربها حوالي خمسة أعاصير كل عام خاصة في أوائل الصيف. وتجلب الريح الموسمية الشمالية الرياح الشمالية القوية والموجات القوية من أكتوبر إلى أبريل.

## النقل
يملك ميناء اكاجيما خدمة العبارات العادية التي تربط الجزيرة مع جزيرة زمامي وعاصمة اكيناوا (ناها) المجاورتين. ويخدم الجزيرة ايضاً مهبط طائرات صغير في فوكا جيجيما كما تربط جسور طرق بين قيوروماجيا وفوكاجيجيما واكاجيما.

## التاريخ
تاريخيا، كانت مجموعة جزر كيراما جزء من مملكة ريوكيو لنحو600 عام. وكان سكان الجزيرة المحليون يعملون كملاحين لسفن تجار المملكة بين اوكيناوا والصين. كما تملك الجزر مراسي جيدة على الطريق البحري. يوجد في الجزر ايضاً منزل عائلة تاكارا وهو أحد قادة هذه السفن الذي احتفظ فيه باعتباره ملكاً ثقافياً مهماً لليابان. 
كانت اكا واحدة من أول مواقع هبوط قوات الولايات المتحدة في معركة اوكيناوا. وقد هبطت القوات الأمريكية في 26 مارس 1945 التي جاءت للاستيلاء على جزر زمامي وقيروما وتوكاشيكي. وقد انتحر أكثر من 500 شخص بأمر من القوات اليابانية من أجل تجنب القبض عليهم.
وتشتهر اكاجيما أيضاً بقصة الكلبين شيرو في اكاجيما ومارلين في زمامي جيما.التقى الكلبان عندما سافر شيرو على متن قارب صاحبه إلى زمامي ولكن عاطفته تجاه مارلين جعلته يسبح كل يوم إلى شاطئ زمامي ليلتقي بها.
وكان السكان المحليون كثيراً ما يشاهدون شيرو يجدف عبر المضيق الذي يبلغ طوله3 كم وقد اكتسب عمله الفذ اهتماماً وطنياً وقد ألهمت قصته لكتابة فيلم Marilyn ni Aitai(أريد أن أرى مارلين).توفيت مارلين عام 1987 منهية بذلك أيام سفر شيرو البحري وقد توفي هو في بدايات عمر 17. ويوجد في شاطئ نيشي هاما تمثالاً لشيرو (في مكان مغادرته) كما نصب تمثالاً مشابه لمارلين أيضاً في زمامي جيما.